# Куріпки (мортири)

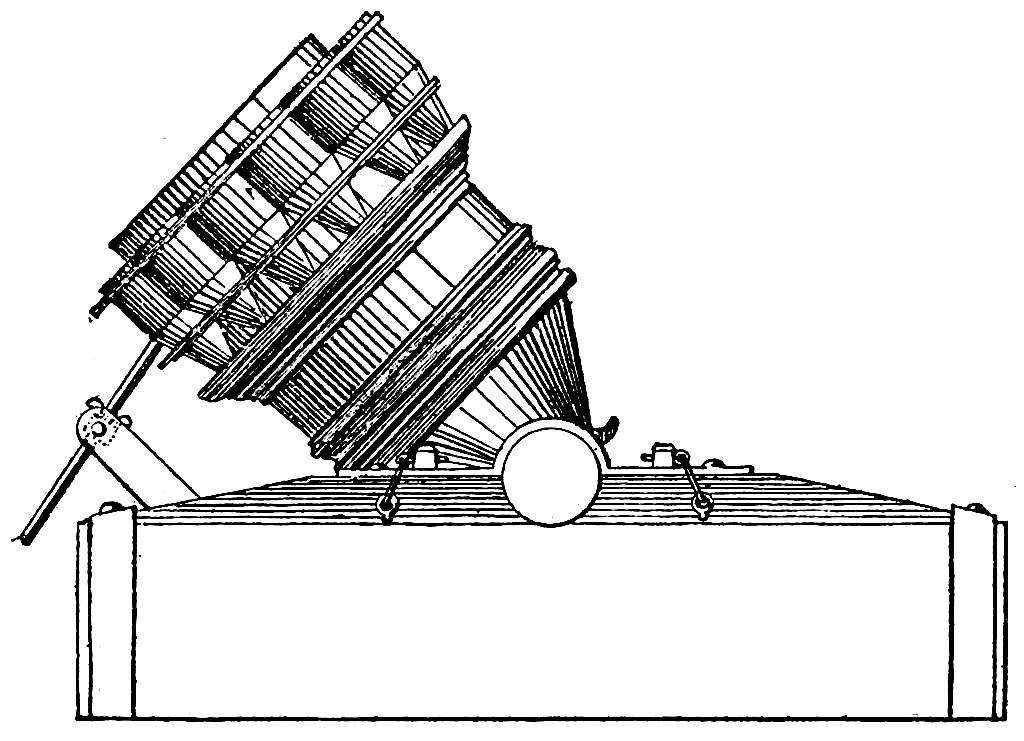
Мортира-куріпка
(рис. із «Військової енциклопедії»)

Куріпки — вид гладкоствольних мортир XVII століття призначених для навісної стрільби, оригінальної конструкції, що були у певній кількості на озброєнні французької артилерії до змін здійснених Жаном Флораном де Вальєром.
Куріпки мали вигляд 8-ми дюймових мортир, дульна частина яких була оточена тринадцятьма 3-фн.(2-дм.) мортирками. Запали останніх були з'єднані з каморой центральної мортири, тому 3-фн. гранати при пострілі вилітали слідом за восьмидюймовою бомбою, «як зграя куріпок за своєю маткою», звідки й назва знаряддя.
Винайдені ливарником Петрі, куріпки застосовувалися французькою армією у Війні за іспанську спадщину (наприклад, при облозі міста Лілля).